# Roberto Figueroa
Roberto Figueroa (20. marts 1906 – 24. januar 1989) var en uruguayansk fodboldspiller (angriber) og olympisk guldvinder med Uruguays landshold.
Han spillede mellem 1921 og 1933 ni kampe og scorede seks mål for det uruguayanske landshold. Han var med på holdet der vandt guld ved OL i 1928 i Amsterdam.
Figueroa spillede på klubplan for Montevideo Wanderers i hjemlandet.